# Калеопа, Дэнни
Дэнни К. Калеопа (англ. Danny K. Kaleopa, родился 3 мая 1966 года) — самоанский регбист, выступавший на позиции фланкера.

## Биография
Известен по играм в чемпионате провинций Новой Зеландии за команды Окленда и Кентербери, а также в любительских клубах «Те Атату» и «Уаитакере Сити». Играл в Японии за «Ниппон Стил». В 1988 году выступал за команду «Гавайи Харлекуинс» с Гавайских островов
8 апреля 1990 года дебютировал в тест-матче за Западное Самоа против Южной Кореи в Токио. Участник чемпионата мира 1991 года, провёл один матч. Последнюю игру сыграл против Фиджи в городе Апиа 5 июня 1993 года. В 1993 году сыграл за сборную Самоа на первом в истории чемпионате мира по регби-7, поучаствовав в серии контрольных встреч 28 марта 1993 года, когда были побеждены команды Новой Зеландии (24:14) и Фиджи (14:12), причём в игре против новозеландцев он отметился попытками. Выступал на позиции восьмого в команде по регби-7: 13 июня 1993 года занёс попытку в игре против Шотландии (победа 28:11).
В 2011 году после провального выступления Самоа на чемпионате мира в Новой Зеландии Калеопа выступил в поддержку капитана сборной Махонги Швальгера, призывавшего провести реформы в Самоанском регбийном союзе и разобраться в причинах неудач самоанцев. Поводом для возмущений Швальгера было скандальное поведение менеджера сборной Мэтью Ваэа, уволенного из сборной за пьянство и неисполнение обязанностей на чемпионате мира.
Дочь — новозеландская пловчиха Габриэль Фа’амаусили.